# Голембевко (Куявсько-Поморське воєводство)
Голембевко (пол. Gołębiewko, нім. Taubendorf) — село в Польщі, у гміні Грута Грудзьондзького повіту Куявсько-Поморського воєводства.
Населення — 213 осіб (2011).
У 1975-1998 роках село належало до Торунського воєводства.

## Демографія
Демографічна структура станом на 31 березня 2011 року:
|          | Загалом | Допрацездатний вік | Працездатний вік | Постпрацездатний вік |
| -------- | ------- | ------------------ | ---------------- | -------------------- |
| Чоловіки | 104     | 24                 | 71               | 9                    |
| Жінки    | 109     | 31                 | 66               | 12                   |
| Разом    | 213     | 55                 | 137              | 21                   |